# Diesel-Urteil
| Diesel-Urteil | |
| --- | --- |
| Logo des Bundesverwaltungsgerichts auf seinen Entscheidungen | |
| verkündet 27. Februar 2018 | |
| \| Fallbezeichnung: \| Sprungrevisionen der Länder Nordrhein-Westfalen (Az. 7 C 26.16) und Baden-Württemberg (Az. 7 C 30.17) gegen erstinstanzliche Gerichtsentscheidungen der Verwaltungsgerichte Düsseldorf und Stuttgart zur Fortschreibung der Luftreinhaltepläne Düsseldorf und Stuttgart \| \| Fundstelle: \| https://www.bverwg.de/pm/2018/9 \| | |
| Aussage | |
| Luftreinhaltepläne Düsseldorf und Stuttgart: Diesel-Verkehrsverbote ausnahmsweise möglich | |
| Richter | |
| Andreas Korbmacher, Martin Brandt, Robert Keller, Franz Schemmer, Holger Böhmann und Klaus Löffelbein. | |
| Angewandtes Recht | |
| Immissionsschutzrecht | |
| Fallbezeichnung: | Sprungrevisionen der Länder Nordrhein-Westfalen (Az. 7 C 26.16) und Baden-Württemberg (Az. 7 C 30.17) gegen erstinstanzliche Gerichtsentscheidungen der Verwaltungsgerichte Düsseldorf und Stuttgart zur Fortschreibung der Luftreinhaltepläne Düsseldorf und Stuttgart |
| Fundstelle: | https://www.bverwg.de/pm/2018/9 |

Mit dem sogenannten Diesel-Urteil entschied der 7. Revisionssenat des deutschen Bundesverwaltungsgerichts  (BVerwG) am 27. Februar 2018 über die Sprungrevisionen der Länder Nordrhein-Westfalen (Az. 7 C 26.16) und Baden-Württemberg (Az. 7 C 30.17) gegen erstinstanzliche Urteile der Verwaltungsgerichte Düsseldorf (Az. 3 K 7695/15) und Stuttgart (Az. 13 K 5412/15) zur Fortschreibung der Luftreinhaltepläne Düsseldorf und Stuttgart nach dem Bundes-Immissionsschutzgesetz. Die beiden Sprungrevisionen wurden zurückgewiesen. Gleichzeitig wurden kommunale Fahrverbote für Diesel-Kraftfahrzeuge unterhalb der Schadstoffklasse Euro 6 und für Fahrzeuge mit Ottomotor unterhalb der Schadstoffklasse Euro 3 für zulässig erklärt. 
Die Verpflichtung Deutschlands zur schnellstmöglichen Einhaltung der Stickstoffdioxid-Grenzwerte aus der Richtlinie 2008/50/EG über Luftqualität und saubere Luft für Europa wurde vom BVerwG damit bestätigt. Begründet wurde dies mit der Rechtsprechung des Europäischen Gerichtshofs, dass nationales Recht nicht angewendet wird, wenn dies für die volle Wirksamkeit des Unionsrechts erforderlich ist (Anwendungsvorrang des Unionsrechts).
Der Fall wurde vom 7. Revisionssenat des Bundesverwaltungsgerichts entschieden, der aus fünf Berufsrichtern besteht und für das Abfallrecht, das Atom- und das Bergrecht, sowie für das Umweltschutzrecht, inklusive des Immissionsschutzrechts, zuständig ist. Das Urteil wurde vom Vorsitzenden Richter Andreas Korbmacher gesprochen. Die anderen Richter waren Martin Brandt, Robert Keller, Franz Schemmer, Holger Böhmann sowie Klaus Löffelbein.

### „Diesel-Urteil(e)“
- BVerwG, Urteil vom 27. Februar 2018 – Az. 7 C 26.16
- BVerwG, Urteil vom 27. Februar 2018 – Az. 7 C 30.17

### Urteile der Vorinstanzen
- VG Düsseldorf, Urteil vom 13. September 2016 – Az. 3 K 7695/15
- VG Stuttgart, Urteil vom 26. Juli 2017 – Az. 13 K 5412/15

### Berichterstattung
- BVerwG zu Luftreinhalteplänen. Fahrverbote für Diesel-Fahrzeuge zulässig Legal Tribune Online